# Maison Radojičić à Čučuge
La maison Radojičić à Čučuge (en serbe cyrillique : Кућа Радојичића у Чучугама ; en serbe latin : Kuća Radojičića u Čučugama) se trouve à Čučuge, dans la municipalité de Ub et dans le district de Kolubara en Serbie. Elle est inscrite sur la liste des monuments culturels protégés de la République de Serbie (identifiant no SK 1609),,,.

## Présentation

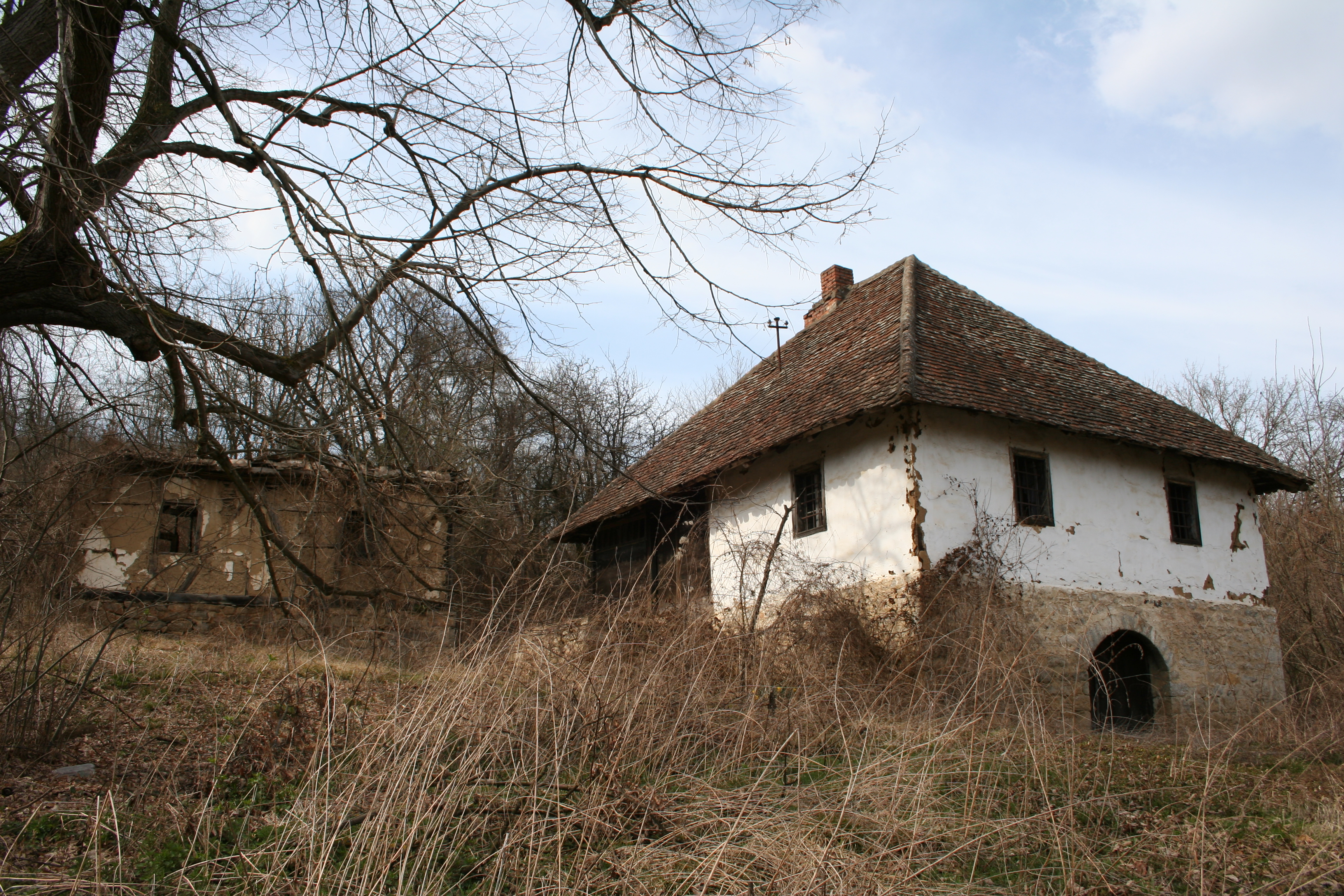
Autre vue de la maison.

La maison, qui se rattache au type des vieilles maisons rurales, remonte au XIXe siècle.
Bâtie sur un plan rectangulaire, elle mesure 9,80 m sur 8,18 m. Elle s'élève sur des fondations en pierres qui, vu la pente du terrain, forment un sous-sol s'étendant sous la maison proprement dite ; les murs sont constitués de planches en bois massive ; à l'intérieur, les murs sont construits selon la méthode des colombages avec un remplissage en bois et en terre. Le toit à quatre pans est recouvert de tuiles.